# Byduvalli, Mudigere
Byduvalli là một làng thuộc tehsil Mudigere, huyện Chikmagalur, bang Karnataka, Ấn Độ.